# Adiel de Oliveira Amorim
Adiel de Oliveira Amorim (Cubatão, 13 de agosto de 1980) é um ex-futebolista brasileiro, que atuava como meio-campista.

## Carreira
Adiel foi uma das grandes promessas das categorias de base do Santos no final dos anos 90. Começou no Peixe na categoria dente de leite aos 13 anos, em 1994. Subiu para o profissional quatro anos depois.
Fez parte da Seleção Brasileira campeã do Mundial de Futebol Sub-17 de 1997, fazendo o primeiro gol da goleada de 4x0 contra a Alemanha na semifinal da competição. Nesse time, Adiel dividiu o meio-campo com grandes nomes como Ronaldinho Gaúcho, sendo inclusive pego em uma situação embaraçosa, após tirar uma foto com uma arma ao lado de Ronaldinho.
Foi promovido ao time principal do Santos por Emerson Leão, no ano de 1998, e marcou seu primeiro gol como profissional contra o Barcelona, no Camp Nou, em 25 de agosto daquele ano, em partida que valia o troféu Joan Gamper (o time catalão venceu a disputa nos pênaltis, após empate no tempo normal por 2 a 2).
Com apenas 20 anos, o jogador foi emprestado por uma temporada ao time japonês Urawa Red Diamonds, onde teve algum destaque.
Ao retornar ao Brasil em 2001, o jogador rodou pelo interior paulista em novos empréstimos para o Taubaté e Botafogo de Ribeirão Preto.
Do Santos, Adiel foi jogar no Kuwait por uma temporada. Lá, foi rival do meio-campista Vampeta. Como o futebol lá não era profissional, o jogador atuou bem acima do peso.
Retornou ao Peixe no ano seguinte, mas logo foi negociado com o Shonan Bellmare, do Japão, clube que defendeu por seis anos e é considerando um grande ídolo, totalizando 192 jogos e 51 gols pelo time. Com Adiel em campo, a equipe conseguiu o acesso para a J League após 12 anos. O meio-campista marcou o gol cinco mil da história da Liga Japonesa e também foi eleito o Melhor Jogador da Temporada 2007, superando o também brasileiro Hulk.
Após deixar o futebol japonês, Adiel tentou a sorte no mercado chinês. Em 2012, defendeu o Hubei Zhongbo e no ano seguinte o Hubei Huakaier.
Em 2015, o meio-campista recebeu um convite para voltar ao Brasil e defender a tradicional equipe paulista do Juventus na Serie A3 do Campeonato Paulista. Após grande desempenho ao lado de outros jogadores consagrados, como o atacante Gil, Adiel ajudou a levar a equipe da Mooca ao acesso para Série A2 do Campeonato Paulista. Com grande respeito da torcida grená, o jogador renovou com o Juventus até junho de 2016.
Em 2017, ele defendeu a Portuguesa Santista.

## Títulos
Santos
- Copa Conmebol: 1998
- Campeonato Brasileiro: 2002[10]

Seleção Brasileira Sub-17
- Mundial de Futebol Sub-17: 1997